# Zobi la mouche
Albums de Les Négresses vertes
Famille nombreuse
Singles de Les Négresses vertes
Voilà l'été
Zobi la mouche est une chanson folk des Négresses vertes sortie en 1988 sur l'album Mlah en 1988 et en single en 1989. 
C'est le premier succès du groupe. Le titre est désigné « chanson de la semaine » par des disc-jockeys de Radio 1 et échoue de peu à entrer dans les charts britanniques.
Le texte est drôle et léger, avec de nombreuses connotations sensuelles en écho au titre argotique de la chanson.
Des reprises sont faites par les Lofofora en 1994, par Voice Male en 1998, par Stefie Shock en 2011, par Bandabardò en 2019. En 2017, William Orbit remixe le titre.
En 2019, Stéphane Mellino, l'un des musiciens, revendique toujours la chanson comme « notre manifeste, notre cri de guerre ».
Dans les années 2010, sous le commandement des frères Roques, un bateau (modèle neptune) baptisé du même nom a participé à des compétitions de voile.